# Svojšice (tvrz, okres Klatovy)
Svojšice jsou tvrz ve stejnojmenné vesnice nedaleko od Petrovic u Sušice v okrese Klatovy. Areál panského sídla tvoří gotická budova tvrze, ke které byl na konci osmnáctého století přistavěn malý zámek. Od roku 1964 je tvrz chráněna jako kulturní památka.

## Historie
Svojšická tvrz byla pravděpodobně postavena v letech 1401–1417, kdy byl majitelem vesnice Jan Cíl, který se stal zakladatelem rytířského rodu Cílů ze Svojšic. Jeho potomkům, kteří panství výrazně rozšířili, patřila až do osmnáctého století. V roce 1615 byla vesnice rozdělena mezi Zikmunda Vojtěcha a Petra Cíle ze Svojšic a Jana Jindřicha z Běšin, z nichž každému patřilo po pěti usedlostech. Zikmund Vojtěch svůj díl tvrze roku 1647 prodal zeťovi Adamu Bartoloměji Kocovi z Dobrše, kterému patřil až do roku 1684, kdy ho v listopadu přenechal zeťovi Ladislavovi Zikmundovi z Běšin. Druhý díl tvrze dále patřil Cílům. V roce 1700 patřil bratrům Petrovi, Zikmundu Albrechtovi, Jindřichu Karlovi a Hendrychovi, který po smrti Petra v roce 1708 odkoupil od ostatních jeho podíl.
V té době byla tvrz nejspíše pustá, protože Lidmila Františka Běšinová prodávala Anně Františce z Lanau pouze dvůr s pivovarem a vsí. Dalšími majiteli se stali Ferdinand Bohuslav Serins z Eichenau, Petr Eusebius Radecký z Radče (od roku 1738), v roce 1739 hrabě Václav Maria Pötting, v roce 1769 hrabě Mikuláš Taafe, v roce 1839 Václav Feit a od roku 1850 manželé Appletauerovi. Ve druhé polovině dvacátého století sloužila tvrz jako skladiště místnímu jednotnému zemědělskému družstvu.

## Stavební podoba

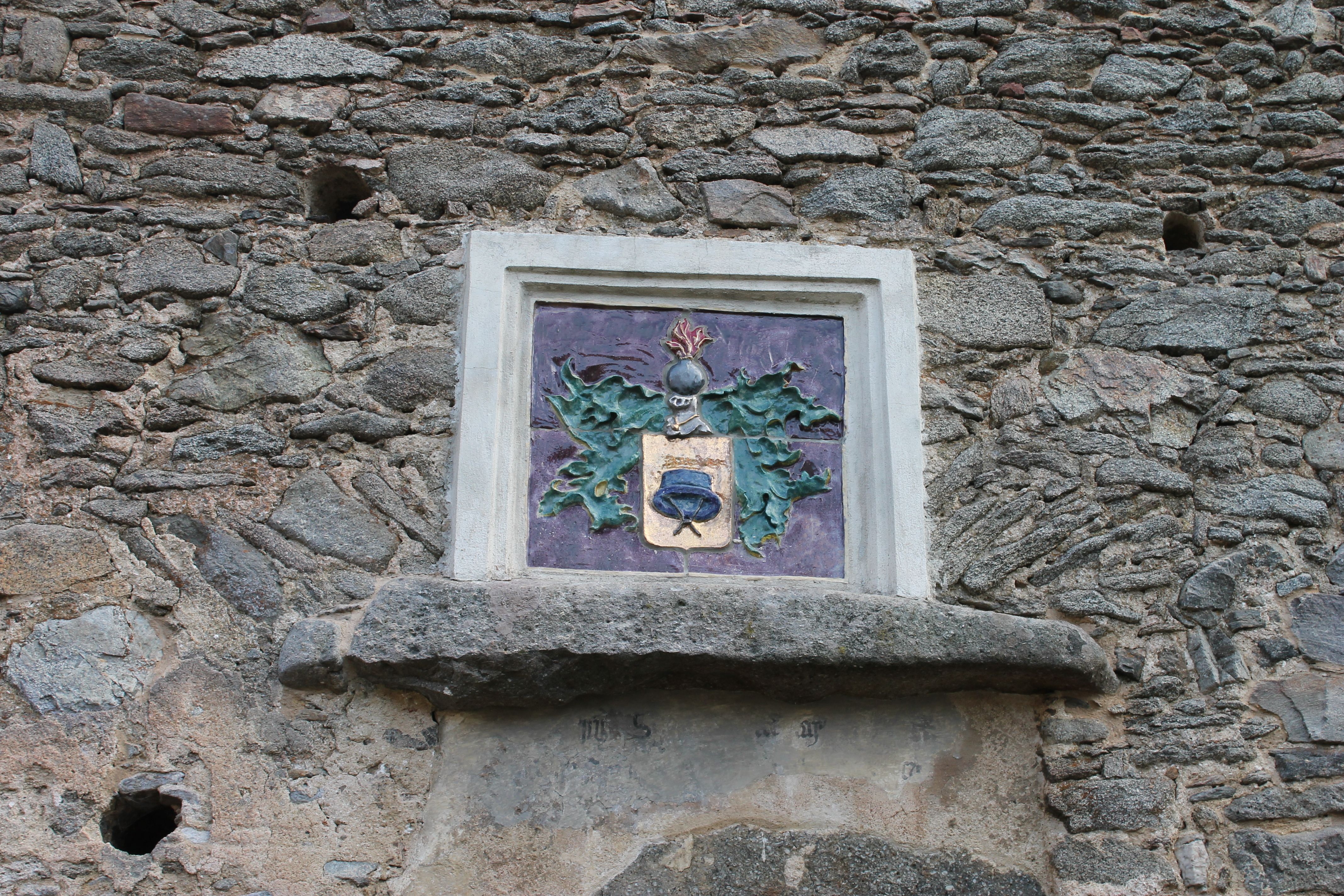
Fragment nápisu nad vchodem a obnovený erb

Z tvrze se dochovala obytná třípodlažní budova. Je postavena z lomového kamene v nárožích armovaného většími kameny. Na fasádě se dochovaly stopy hrubé omítky a v blízkosti vchodu zlomky sgrafitových psaníček. Druhé patro bývalo lemované dřevěným podsebitím, po kterém se zachovaly otvory po příporách podél horního okraje budovy. Dovnitř se vstupuje gotickým portálem s rovným nadpražím podepřeným dvěma krakorci a usazeným ve vpadlině pro padací můstek. Nad portálem jsou patrné zbytky biblického textu a nečitelného polychromovaného erbu Cílů ze Svojšic.
Přízemí rozděluje příčka průchozí lomeným portálkem. Interiér osvětlují úzká střílnovitá okénka s kamenným ostěním. Strop místnosti je trámový, přičemž příčné trámy jsou uložené v kapsách trámů gotického stropu. Na nich je položená podlaha z hrubě otesaných hranolů v prvním patře. Také první patro je rozděleno příčkou s hrotitým portálem v jižní části, přičemž západní místnost je rozdělena vloženým trámovým stropem. Každou místnost osvětluje dvojice okének ve výklencích, které byly s výjimkou východního vybaveny sedátky. Okna se zajišťovala zasouvací závorou. Konstrukce stropu je podobně jako v přízemí trámová, ale podlaha druhého patra je prkenná. Manipulační otvor v západní stěně je novodobého původu.
V období baroka byl objekt upraven na sýpku. Interiér druhého patra byl rozdělen dodatečně vloženým trámovým stropem, čímž vzniklo třetí sýpkové patro větrané trojicí otvorů zřízených pod korunou zdiva. Interiér původního patra tvoří jediná místnost, ale v jižní zdi se dochovaly stopy po zaniklé příčce, která měla dřevěnou nebo hrázděnou konstrukci. V části omítky byl ve druhé polovině dvacátého století patrný malovaný ozdobný provazec a fragmenty malované lidské postavy ve výklenku západního okna.

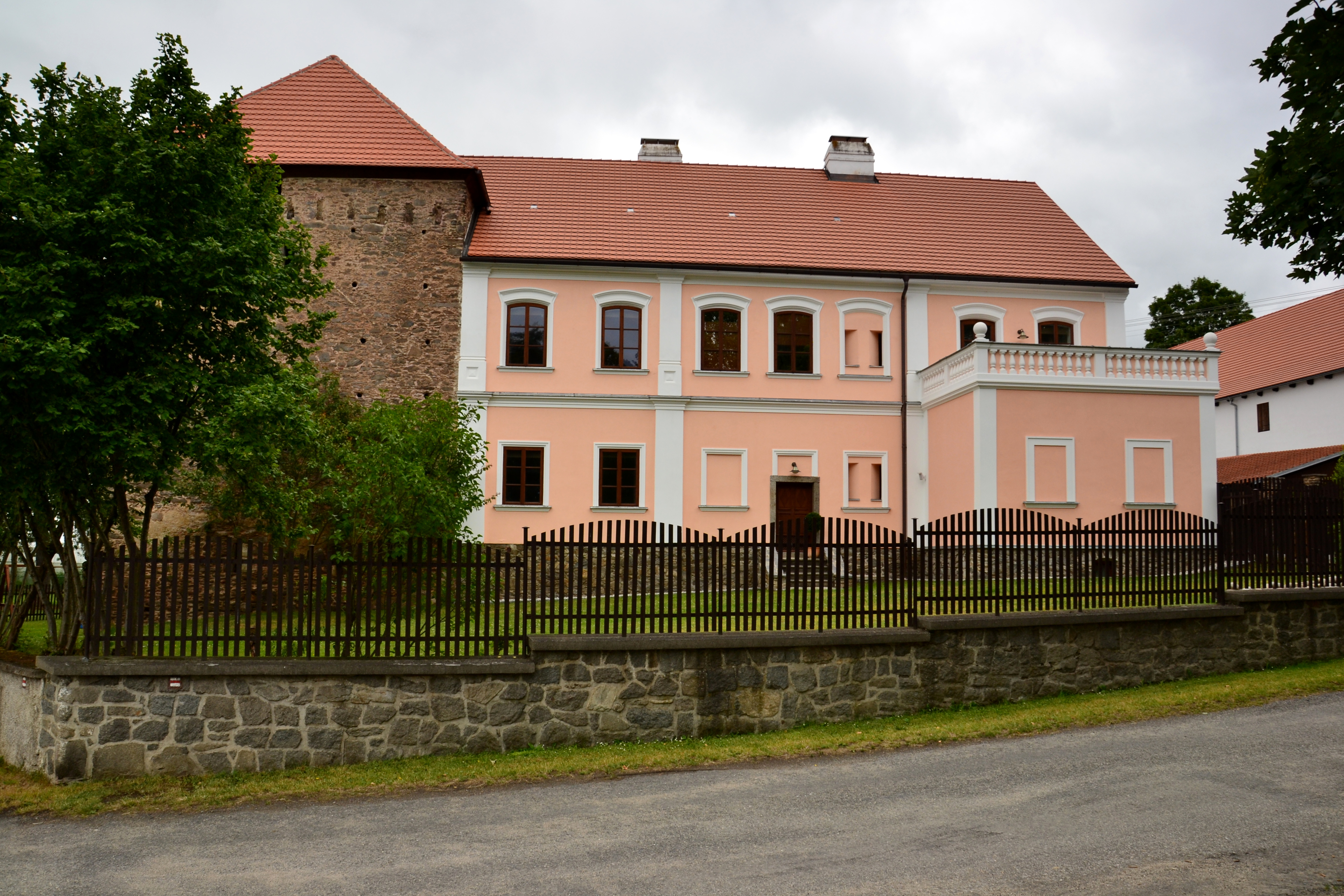
Přístavba z konce osmnáctého století

Na základě hypotetické rekonstrukce lze předpokládat, že budova byla jedinou stavbou na tvrzišti původně obehnaném vodním příkopem a na vnější straně pravděpodobně i valem. Příkop vedl těsně podél západního průčelí a jeho přechod umožňoval most, jehož poslední část byla zvedací.
V roce 1792 byla dokončena stavba sousedního jednopatrového zámečku se šesti okenními osami. Průčelí zdobí pilastry, patrová a korunní římsa. Přízemní okna jsou obdélná, zatímco v prvním patře je zakončuje segmentový záklenek. Sklepy pod budovou mají valeně klenuté stropy. V přízemí byly použity plackové klenby a místnosti v patře jsou plochostropé. K severní části průčelí je přiložen přístavek, jehož střecha vytváří balkon přístupný z prvního patra.